# Blastocladiella simplex
Blastocladiella simplex är en svampart som beskrevs av V.D. Matthews 1937. Blastocladiella simplex ingår i släktet Blastocladiella och familjen Blastocladiaceae.   Inga underarter finns listade i Catalogue of Life.